# Charmeil
 Charmeil  là một xã ở tỉnh Allier thuộc miền trung nước Pháp.